# Hiroyuki Sawada
Hiroyuki Sawada (Gunma, 29 januari 1974) is een voormalig Japans voetballer.

## Carrière
Hiroyuki Sawada speelde tussen 1992 en 1996 voor Honda FC, Urawa Reds en Kyoto Purple Sanga.

## Statistieken
| Japan   | Japan              | Japan           | League | League | Emperor's Cup | Emperor's Cup | J-League Cup | J-League Cup | Totaal | Totaal |
| Seizoen | Club               | League          | Wed.   | Goals  | Wed.          | Goals         | Wed.         | Goals        | Wed.   | Goals  |
| ------- | ------------------ | --------------- | ------ | ------ | ------------- | ------------- | ------------ | ------------ | ------ | ------ |
| 1992    | Honda              | Football League | 15     | 0      |               |               | -            | -            | 15     | 0      |
| 1993    | Urawa Reds         | J. League 1     | 11     | 0      | 1             | 0             | 5            | 0            | 17     | 0      |
| 1994    | Urawa Reds         | J. League 1     | 0      | 0      | 0             | 0             | 0            | 0            | 0      | 0      |
| 1995    | Kyoto Purple Sanga | Football League | 0      | 0      | 0             | 0             | -            | -            | 0      | 0      |
| 1996    | Kyoto Purple Sanga | J. League 1     | 0      | 0      | 0             | 0             | 0            | 0            | 0      | 0      |
| Totaal  | Totaal             | Totaal          | 26     | 0      | 1             | 0             | 5            | 0            | 32     | 0      |